# Vuelta a España 2023
Die Vuelta a España 2023 war die 78. Austragung der spanischen Grand Tour. Das Straßenradrennen wurde am 26. August in Barcelona gestartet und ging am 17. September 2023 in Madrid zu Ende. Die Rundfahrt führte über 21 Etappen und beinhaltete zwei Ruhetage. Der Gesamtführende trug das Maillot Rojo. Zudem wurden eine Punktewertung, Bergwertung, Nachwuchswertung und Mannschaftswertung ausgetragen. Die Streckenvorstellung fand am 10. Januar 2023 statt.
Den Gesamtsieg sicherte sich der US-Amerikaner Sepp Kuss (Jumbo-Visma), der sich vor seinen beiden Teamkollegen Jonas Vingegaard (+0:17 min) und Primož Roglič (+1:08 min) durchsetzte. Den Grundstein für seinen Triumph legte Sepp Kuss mit seinem Etappensieg auf der 6. Etappe, als er Teil einer großen Ausreißergruppe war, die das Ziel rund drei Minuten vor dem Hauptfeld erreichte. Im späteren Verlauf der Rundfahrt musste er sich den Angriffen seiner eigenen Teamkollegen erwehren, da er bei seiner dritten Grand Tour des Jahres ursprünglich als Helfer an den Start gegangen war. Auf der 18. Etappe wurde ihm schließlich die klare Leader-Rolle zugesprochen. Nach Christopher Horner im Jahr 2013 ist Sepp Kuss der zweite US-Amerikaner, der die Vuelta a España gewinnen konnte.
Platz vier ging an den 21-jährigen Spanier Juan Ayuso (UAE Team Emirates), der zudem die Nachwuchswertung für sich entschied. Der Vorjahressieger Remco Evenepoel (Soudal Quick-Step) gewann die Bergwertung, nachdem er auf der 13. Etappe im Gesamtklassement weit zurückgefallen war. In der Punktewertung setzte sich der Australier Kaden Groves (Alpecin-Deceuninck) durch. Sowohl er als auch Remco Evenepoel gewannen jeweils drei Etappen, wobei der Belgier zum kämpferischsten Fahrer gewählt wurde. In der Mannschaftswertung siegte das Team Jumbo-Visma.

## Teams und Fahrer
Über ein automatisches Startrecht und eine Startpflicht verfügten gemäß den Statuten der UCI die 18 WorldTeams. Dazu lud der Veranstalter zwei spanische ProTeams zur Teilnahme an der Spanien-Rundfahrt ein. Zudem qualifizierten sich automatisch die beiden besten UCI ProTeams des Vorjahres: Lotto Dstny (unter dem damaligen Teamnamen Lotto Soudal) und TotalEnergies.
Die Aufstellungen der Teams wurden am 24. August 2023 in Barcelona im Stadtviertel La Barceloneta auf dem Plaça del Mar präsentiert. Jede Mannschaft entsandte acht Fahrer zur Spanien-Rundfahrt. Insgesamt gingen 176 Fahrer aus 22 Radsportteams an den Start.
| WorldTeams (18)- AG2R Citroën Team - Alpecin-Deceuninck - Arkéa-Samsic - Astana Qazaqstan Team - Bahrain Victorious - Bora-Hansgrohe - Team Jayco AlUla - Cofidis - Team DSM-Firmenich - EF Education-EasyPost - Groupama-FDJ - Ineos Grenadiers - Intermarché-Circus-Wanty - Jumbo-Visma - Movistar Team - Soudal Quick-Step - Lidl-Trek - UAE Team Emirates ProTeams (4)- Burgos-BH - Caja Rural-Seguros RGA - Lotto Dstny - TotalEnergies |
| |

### Favoriten
Als Favoriten galten der Vorjahressieger Remco Evenepoel (Soudal Quick-Step) sowie das Jumbo-Visma-Duo Jonas Vingegaard und Primož Roglič, die die Tour de France bzw. den Giro d’Italia des Jahres 2023 gewannen. Remco Evenepoel hatte nach seinem Gesamtsieg bei der UAE Tour und dem Sieg bei Lüttich–Bastogne–Lüttich den Giro d’Italia bestritten, wo er beide Einzelzeitfahren gewann. Nach der 9. Etappe musste er die Italien-Rundfahrt als Träger der Maglia Rosa aufgrund eines positiven SARS-CoV-2-Tests gesundheitsbedingt verlassen. Nach seiner Genesung bestritt er die Tour de Suisse, wo er eine Etappe gewann und Platz drei in der Gesamtwertung belegte. Im Vorfeld der Vuelta a España gewann Remco Evenepoel zum dritten Mal die Clásica San Sebastián und sicherte sich bei der Weltmeisterschaft in Glasgow den Titel im Einzelzeitfahren. Neben Remco Evenepoel bestritt auch Primož Roglič nach dem Giro d’Italia die Spanien-Rundfahrt. Der Slowene hatte im Frühjahr die Gesamtwertungen von Tirreno–Adriatico und der Katalonien-Rundfahrt für sich entschieden, wobei er sich bei letzterer vor Remco Evenepoel durchsetzte. Beim Giro d’Italia gewann er das Einzelzeitfahren auf den Monte Lussari und übernahm einen Tag vor dem Abschluss der Rundfahrt das Rosa Trikot. Nach seinem Gesamtsieg bei der Italien-Rundfahrt legte Primož Roglič eine längere Rennpause ein, präsentierte sich jedoch zuletzt bei der Burgos-Rundfahrt mit zwei Etappensiegen und dem Gesamtsieg in guter Form. Neben Primož Roglič startete auch der amtierende Tour-de-France-Sieger Jonas Vingegaard bei der Vuelta a España, wobei er die Rolle als Co-Leader einnahm. Der Däne entschied im Jahr 2023 mit O Gran Camiño, der Baskenland-Rundfahrt und dem Critérium du Dauphiné drei Etappenrennen für sich, ehe er seinen Vorjahressieg bei der Tour de France souverän wiederholte. Seit der Frankreich-Rundfahrt bestritt Jonas Vingegaard keine Rennen mehr.
Neben den drei Top-Favoriten starteten weitere gute Gesamtklassement-Fahrer bei der Spanien-Rundfahrt. Geraint Thomas, der den Giro d’Italia auf dem zweiten Gesamtrang beendete, ging gemeinsam mit Thymen Arensman, dem Gesamtsechsten des Vorjahres, für die Ineos Grenadiers an den Start. In Abwesenheit von Tadej Pogačar setzte das UAE Team Emirates auf eine Zweierspitze, die von João Almeida und Juan Ayuso angeführt wird. Mit João Almeida stand somit auch der letzte Podiumsfahrer des diesjährigen Giro d’Italia am Start, während der erst 20-jährige Juan Ayuso bei der letztjährigen Spanien-Rundfahrt aufzeigte, die er auf dem dritten Gesamtrang beendete. Im Jahr 2023 absolvierte der junge Spanier jedoch mit der Tour de Romandie und Tour de Suisse nur zwei Rundfahrten, die er beide auf Platz zwei beendete. Mit Enric Mas (Movistar) startete auch der Gesamtzweite des Vorjahres bei der letzten Grand Tour des Jahres. Der Spanier musste die Tour de France bereits nach der ersten Etappe aufgrund eines Sturzes verlassen und fuhr seitdem keine Rennen mehr. Weitere Podiumsanwärter waren Alexander Wlassow, Lennard Kämna (beide Bora-hansgrohe), Romain Bardet (DSM-Firmenich), Mikel Landa, Damiano Caruso (beide Bahrain Victorious), Eddie Dunbar (Jayco AlUla) und Hugh Carthy (EF Education-EasyPost). Mit Cian Uijtdebroeks (Bora-hansgrohe), Lenny Martinez, Romain Grégoire (beide Groupama-FDJ) und Max Poole (DSM-Firmenich) bestritten zudem gleich vier talentierte Nachwuchsfahrer ihre erste Grand Tour.

### Sprinter
Wie jedes Jahr war das Feld der Top-Sprinter aufgrund der zahlreichen Bergankünfte überschaubar. In Abwesenheit der großen Namen zählten Kaden Groves (Alpecin-Deceuninck), Sebastián Molano (UAE Team Emirates), Bryan Coquard (Cofidis), Alberto Dainese (DSM-Firmenich), Edward Theuns (Lidl-Trek), Andrea Vendrame (AG2R Citroën), Gerben Thijssen (Intermarché-Circus-Wanty), Hugo Hofstetter (Arkéa-Samsic) und Milan Menten (Lotto Dstny) zu den endschnellsten Fahrern.

### Bergfahrer
In der Bergwertung setzten sich zuletzt meist Fahrer durch, die in der Gesamtwertung keine Rolle spielten. Das Trikot mit den blauen Punkten hatte besonders bei den heimischen Fahrern und Teams eine hohe Bedeutung. Bergfahrer, die voraussichtlich keine Mannschaftsdienste leisten mussten und sich auf die Sonderwertung fokussieren konnten, waren: Sergio Higuita (Bora-hansgrohe), Santiago Buitrago (Bahrain Victorious), Filippo Zana (Jayco AlUla), Michael Storer (Groupama-FDJ), Juan Pedro López (Lidl-Trek), Jesús Herrada (Cofidis), Cristián Rodríguez (Arkéa-Samsic), David de la Cruz (Astana Qazaqstan), Pierre Latour (TotalEnergies) und Eduardo Sepúlveda (Lotto Dstny).

### Weitere interessante und abwesende Fahrer
Im Einzelzeitfahren der 10. Etappe zählten neben den Gesamtklassement-Fahrern auch Filippo Ganna (Ineos Grenadiers) und Stefan Bissegger (EF Education-EasyPost) zu den Topfavoriten, während im Mannschaftszeitfahren primär die Teams Jumbo-Visma, UAE Team Emirates, Ineos Grenadiers und Soudal Quick-Step zu favorisieren waren. Ein weiterer interessanter Fahrer war der Australier Jay Vine (UAE Team Emirates), der im Vorjahr zwei Bergankünfte gewann und mehrere Etappen im Trikot des Führenden der Bergwertung unterwegs war, ehe er die Rundfahrt aufgrund eines Sturzes aufgeben musste. Nach seinem Gesamtsieg bei der Tour Down Under blieb er beim Giro d’Italia jedoch hinter seinen Erwartungen zurück. Sepp Kuss bestritt für das Team Jumbo-Visma nach dem Giro d’Italia und der Tour de France auch die dritte Grand Tour des Jahres. Ebenfalls am Start standen Dylan van Baarle, Wilco Kelderman, Attila Valter und Jan Tratnik (alle Jumbo-Visma). Neben Jonas Vingegaard, Primož Roglič, Remco Evenepoel und Geraint Thomas startete mit Egan Bernal (Ineos Grenadiers) ein weiterer ehemaliger Grand-Tour-Sieger bei der Vuelta a España.
Der bekannteste Nicht-Starter war der Slowene Tadej Pogačar (UAE Team Emirates), der die Tour de France 2023 auf dem zweiten Platz beendete. Auch sein Mannschaftskollege Adam Yates, sowie dessen Bruder Simon Yates (Jayco AlUla) nahmen die Spanien-Rundfahrt nicht in Angriff. Weitere bekannte Fahrer, die nicht starten, waren: Jai Hindley (Bora-hansgrohe), Tao Geoghegan Hart, Carlos Rodríguez, Thomas Pidcock (alle Ineos Grenadiers) und Richard Carapaz (EF Education-EasyPost), sowie die Klassiker-Stars Mathieu van der Poel (Alpecin-Deceuninck) und Wout van Aert (Jumbo-Visma).

## Strecke
Insgesamt mussten auf den 21 Etappen 3156,5 Kilometer zurückgelegt werden, was einem Tagesschnitt von 150,3 Kilometern entsprach. 2023 führte die Vuelta a España neben Spanien auch durch Andorra und Frankreich. Auf dem Programm standen: vier flache, sechs hügelige und neun Bergetappen, von denen acht mit einer Bergankunft endeten. Zudem wurden ein Mannschaftszeitfahren und ein Einzelzeitfahren ausgetragen, die insgesamt 39,6 Kilometer der Gesamtdistanz ausmachten. Der höchste Punkt der Rundfahrt war der Col du Tourmalet (2115 m) auf dem eine Bergankunft zu Ende ging.

### Etappenliste
Die folgende Tabelle zeigt die Etappen mit Datum, Start- und Zielort, Kategorisierung und Etappenlänge. Außerdem sind der Etappensieger und der jeweils Führende in der Gesamtwertung nach der Etappe angegeben. In der ersten Spalte sind die Einzelartikel zu jeder Etappe mit detaillierten Angaben zu Platzierung und Rennverlauf angegeben.
| Etappe     | Datum    | Etappenorte                         | type                 | Länge (km) | Höhenmeter (m) | Etappensieger      | Gesamtführender |
| ---------- | -------- | ----------------------------------- | -------------------- | ---------- | -------------- | ------------------ | --------------- |
| 1. Etappe  | 26. Aug. | Barcelona – Barcelona               | Teamzeitfahren       | 14,8       | 66 m           | Team DSM-Firmenich | Lorenzo Milesi  |
| 2. Etappe  | 27. Aug. | Mataró – Barcelona                  | Hügelige Etappe      | 181,8      | 2.619 m        | Andreas Kron       | Andrea Piccolo  |
| 3. Etappe  | 28. Aug. | Súria – Arinsal                     | Hochgebirgsetappe    | 158,5      | 3.486 m        | Remco Evenepoel    | Remco Evenepoel |
| 4. Etappe  | 29. Aug. | Andorra la Vella – Tarragona        | Hügelige Etappe      | 183,6      | 1.798 m        | Kaden Groves       | Remco Evenepoel |
| 5. Etappe  | 30. Aug. | Morella – Burriana                  | Hügelige Etappe      | 186,2      | 2.384 m        | Kaden Groves       | Remco Evenepoel |
| 6. Etappe  | 31. Aug. | La Vall d’Uixó – Valascama          | Hochgebirgsetappe    | 183,1      | 3.976 m        | Sepp Kuss          | Lenny Martinez  |
| 7. Etappe  | 1. Sep.  | Utiel – Oliva                       | Flachetappe          | 200,8      | 987 m          | Geoffrey Soupe     | Lenny Martinez  |
| 8. Etappe  | 2. Sep.  | Dénia – Xorret de Catí              | Hochgebirgsetappe    | 165        | 3.611 m        | Primož Roglič      | Sepp Kuss       |
| 9. Etappe  | 3. Sep.  | Cartagena – Caravaca de la Cruz     | Hochgebirgsetappe    | 184,5      | 2.972 m        | Lennard Kämna      | Sepp Kuss       |
|            | 4. Sep.  | 1. Ruhetag in Valladolid            | Ruhetag              |            |                |                    |                 |
| 10. Etappe | 5. Sep.  | Valladolid – Valladolid             | Einzelzeitfahren     | 25,8       | 112 m          | Filippo Ganna      | Sepp Kuss       |
| 11. Etappe | 6. Sep.  | Lerma – Laguna Negra de Urbión      | Mittelschwere Etappe | 163,2      | 2.215 m        | Jesús Herrada      | Sepp Kuss       |
| 12. Etappe | 7. Sep.  | Ólvega – Saragossa                  | Flachetappe          | 150,6      | 888 m          | Sebastián Molano   | Sepp Kuss       |
| 13. Etappe | 8. Sep.  | Formigal – Col du Tourmalet         | Hochgebirgsetappe    | 134,7      | 4.282 m        | Jonas Vingegaard   | Sepp Kuss       |
| 14. Etappe | 9. Sep.  | Sauveterre-de-Béarn – Larra-Belagua | Hochgebirgsetappe    | 156,2      | 4.655 m        | Remco Evenepoel    | Sepp Kuss       |
| 15. Etappe | 10. Sep. | Pamplona – Lekunberri               | Mittelschwere Etappe | 158,3      | 2.331 m        | Rui Costa          | Sepp Kuss       |
|            | 11. Sep. | 2. Ruhetag in Santander             | Ruhetag              |            |                |                    |                 |
| 16. Etappe | 12. Sep. | Liencres – Bejes                    | Mittelschwere Etappe | 120,1      | 2.089 m        | Jonas Vingegaard   | Sepp Kuss       |
| 17. Etappe | 13. Sep. | Ribadesella – Alto de Angliru       | Hochgebirgsetappe    | 124,4      | 3.303 m        | Primož Roglič      | Sepp Kuss       |
| 18. Etappe | 14. Sep. | Pola de Allande – Cruz de Llinares  | Hochgebirgsetappe    | 178,9      | 4.624 m        | Remco Evenepoel    | Sepp Kuss       |
| 19. Etappe | 15. Sep. | La Bañeza – Íscar                   | Flachetappe          | 177,1      | 935 m          | Alberto Dainese    | Sepp Kuss       |
| 20. Etappe | 16. Sep. | Manzanares el Real – Guadarrama     | Mittelschwere Etappe | 207,8      | 4.330 m        | Wout Poels         | Sepp Kuss       |
| 21. Etappe | 17. Sep. | Hipódromo de la Zarzuela – Madrid   | Flachetappe          | 101,1      | 854 m          | Kaden Groves       | Sepp Kuss       |

### Erste Woche: Von Barcelona über Andorra an die Costa Blanca

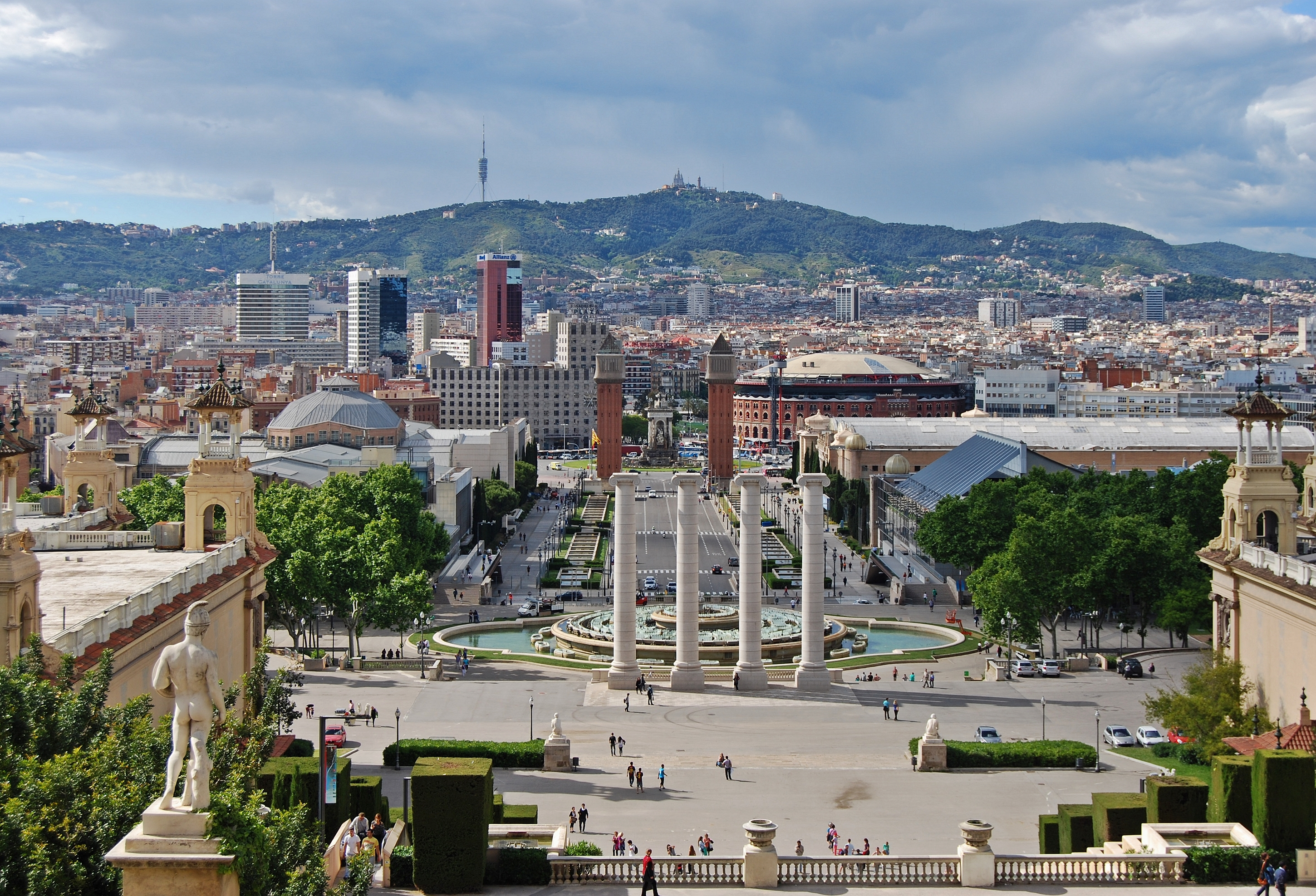
Blick vom Montjuïc auf Barcelona

Im Jahr 2023 wurde die Vuelta a España zum zweiten Mal nach 1962 in Barcelona gestartet. Die erste Etappe wurde wie im Vorjahr in Form eines Mannschaftszeitfahrens ausgetragen und führte vom Port Olímpic über 14,6 Kilometer zum Plaça d'Espanya. Die zweite Etappe führte vom nahegelegenen Mataró übers Hinterland zurück nach Barcelona, wo die Etappe beim Montjuïc zu Ende ging. Bereits am dritten Tagesabschnitt erfolgte in Andorra bei dem Arinsal Ski Resort (1914 m) die erste Bergankunft der 78. Austragung der Spanien-Rundfahrt. Zuvor wurde mit dem Coll d’Ordino (1980 m) ein weiterer Anstieg in Andorra überquert. Auf der vierten und fünften Etappe führte die Strecke das Peloton über großteils flache Abschnitte in Richtung Südwesten. Bei den Zielankünften in Tarragona und Burriana zählten in erster Linie die Sprinter zu den möglichen Etappensiegern. Auf der sechsten Etappe fand die zweite Bergankunft auf der Pico del Buitre (1950 m) bei dem dortigen astrophysikalischen Observatorium statt. Die rund 11 Kilometer lange Schlusssteigung wies eine Durchschnittssteigung von etwas unter 8 % auf. Tags darauf führte der siebte Tagesabschnitt von Utiel auf flachen Straßen nach Oliva und somit zurück an die Mittelmeerküste. Die achte Etappe führte durch das hügelige Hinterland von Alicante und endete beim Xorret de Catí. Drei Kilometer vor dem Ziel wurde die gleichnamige Bergwertung überquert, die auf einer Länge von vier Kilometern Steigungsprozente von über 20 % aufwies. Zum Abschluss der ersten Woche ging es ins Hinterland von Murcia, wo die Etappe nach einem flachen Schlussanstieg mit steilen Rampen bei Caravaca de la Cruz endete.

### Zweite Woche: Zeitfahren in Valladolid und Bergankünfte in den Pyrenäen

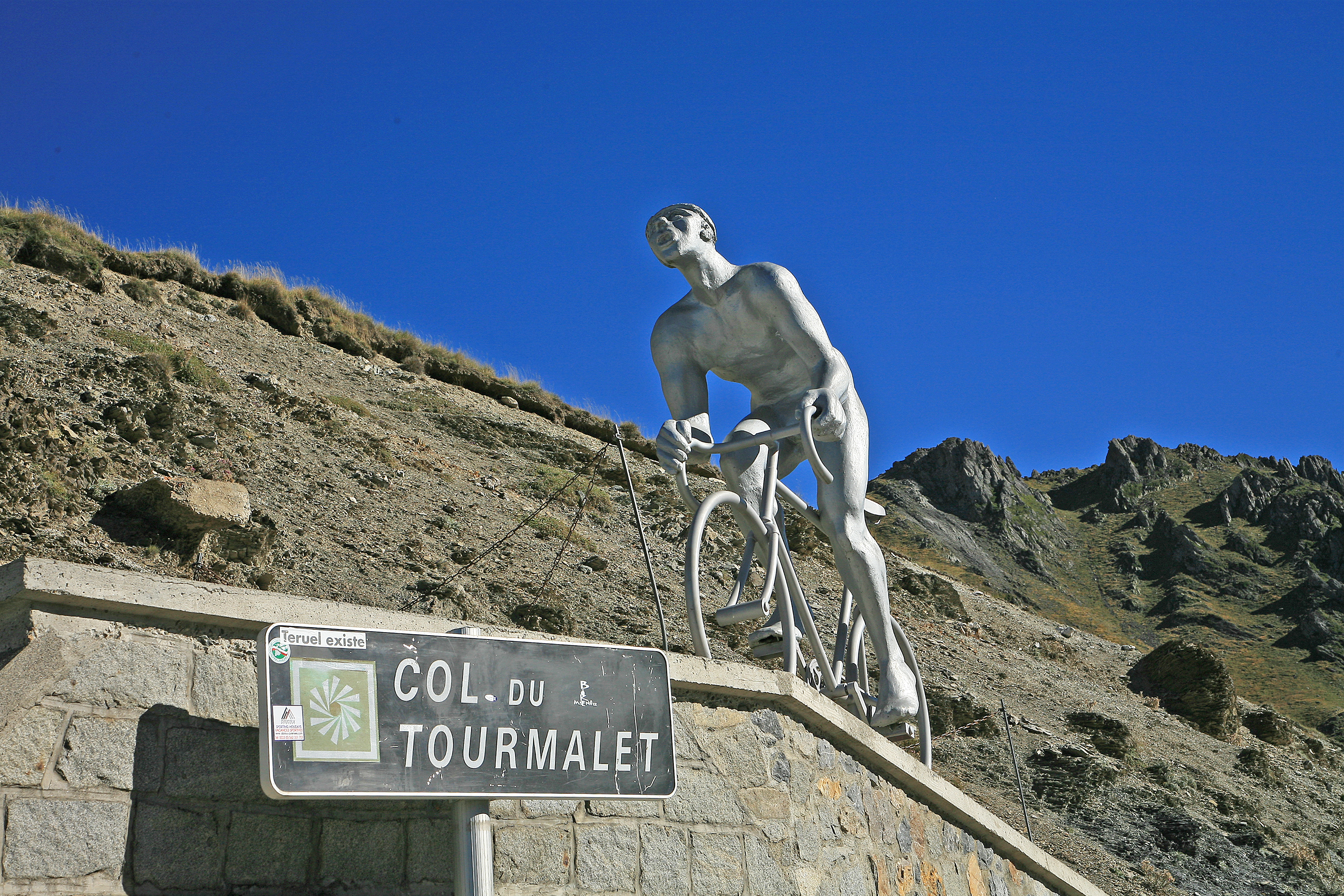
Die Passhöhe des Col du Tourmalet

Nach dem ersten Ruhetag wurde die Spanien-Rundfahrt mit einem 25 Kilometer langen Einzelzeitfahren in Valladolid fortgesetzt. Die anschließende elfte Etappe verlief nach dem Start in Lerma zunächst flach, ehe der 8,6 Kilometer lange Schlussanstieg zur Laguna Negra (1730 m) erfolgte. Tags darauf folgte ein flacher Abschnitt zwischen Ólvega und Saragossa. Auf der 13. Etappe erreichte das Peloton die Pyrenäen und überquerte kurz nach dem Start in Formigal die französische Grenze über den Col du Pourtalet (1794 m), ehe mit dem Col d’Aubisque (1709 m) und Col de Spandelles (1378 m) zwei weitere Pässe passiert wurden. Die Zielankunft erfolgte auf dem Col du Tourmalet (2115 m), der über die rund 20 Kilometer lange Westauffahrt befahren wurde. Der französische Pass war zudem der höchste Punkt der 78. Austragung. Auch die 14. Etappe wurde in den Pyrenäen ausgetragen, wobei die Fahrer nach Spanien zurückkehrten. Zunächst wurde jedoch der Col de la Hourcère (1440 m) passiert, ehe die Fahrer die Landesgrenze auf dem Port de Larrau (1579 m) überquerten. Nach einem längeren Flachstück nahmen die Fahrer die Auffahrt des Col de la Pierre Saint-Martin (1760 m) in Angriff, wobei sich das Ziel rund fünf Kilometer unterhalb der Passhöhe bei dem Skigebiet Larra-Belagua (1587 m) befand. Auf dem letzten Etappentag der zweiten Woche, führte die Strecke von Pamplona nach Lekunberri. Die letzten 50 Kilometer wurden auf einem Rundkurs ausgetragen, der zweimal absolviert werden musste und über den Puerto de Zuarrarrate (800 m) führte.

### Dritte Woche: Kantabrisches Gebirge und Entscheidung vor Madrid

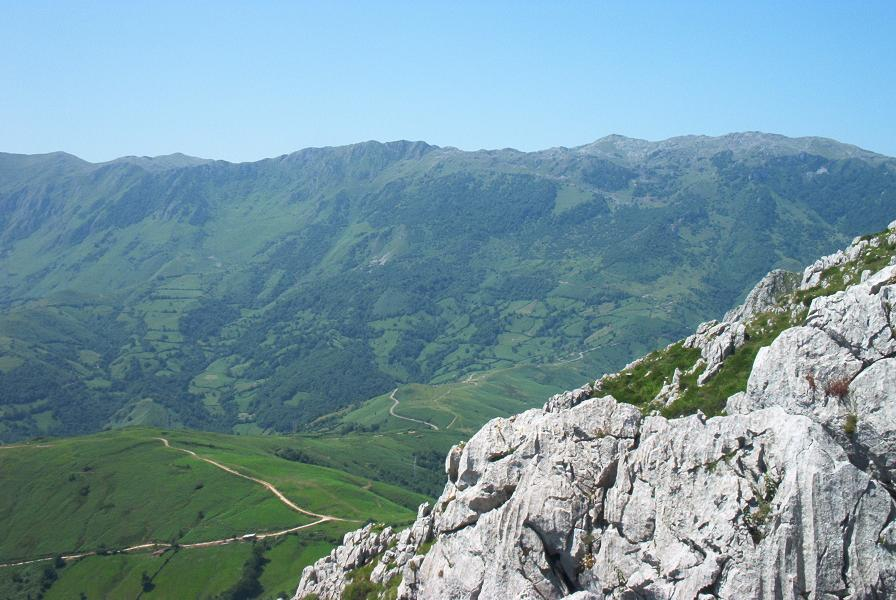
Blick auf den Alto de Angliru

Die dritte Woche begann mit drei Bergankünften im Kantabrischen Gebirge. Zunächst führte die 16. Etappe vom Playa Liencres bei Santander flach zum rund fünf Kilometer langen Schlussanstieg nach Bejes (529 m), das in den Picos de Europa liegt. Tags darauf erfolgte mit dem Alto de Angliru (1558 m) die wohl anspruchsvollste Bergankunft. Der 12,4 Kilometer lange Anstieg wies eine durchschnittliche Steigung von 9,9 % auf und beinhaltete im oberen Teil Kilometerschnitte von bis zu 16,5 %. Zuvor wurden nach dem Start in Ribadesella die Alto de la Colladiella (848 m) und Alto del Cordal (790 m) überquert. Die letzte Bergankunft der Rundfahrt erfolgte auf dem 18. Tagesabschnitt beim Cruz de Linares (845 m) unweit von Oviedo. Der Anstieg wurde im Finale zweimal befahren, nachdem mit dem Puerto de San Lorenzo (1347 m) der höchste Punkt der Etappe überquert worden war. Auf der 19. Etappe verließ die Vuelta a España das Kantabrische Gebirge und führte von La Bañeza über flache Straßen ins südliche Íscar. Am vorletzten Etappentag bot die Sierra de Guadarrama die letzte Möglichkeit, eine Veränderung im Gesamtklassement herbeizuführen. Die 20. Etappe führte über insgesamt zehn Bergwertungen, die alle als Anstiege der 3. Kategorie klassifiziert worden waren. Der letzte Anstieg, die Alto San Lorenzo de El Escorial (1214 m), wurde rund 13 Kilometer vor dem Ziel in Guadarrama überquert. Mit einer Länge von 208,4 Kilometern und über 4000 zu absolvierenden Höhenmetern bot die längste Etappe der 78. Austragung eine gute Möglichkeit, das Rote Trikot einen Tag vor dem Ende der Rundfahrt zu übernehmen. Die letzte Etappe ging traditionell mit einem Rundkurs in der spanischen Hauptstadt Madrid zu Ende. Gestartet wurde die 21. Etappe beim Hipódromo de la Zarzuela, ehe das Ziel beim Fuente de Cibeles erreicht wurde.

## Rennverlauf
Die 78. Austragung der Vuelta a España stand ganz im Zeichen der Dominanz des Team Jumbo-Visma, das mit Sepp Kuss, Jonas Vingegaard und Primož Roglič die ersten drei Fahrer des Gesamtklassements stellte. Nachdem Lorenzo Milesi (DSM-Firmenich) und Andrea Piccolo (EF Education-EasyPost) das Rote Trikot getragen hatten, übernahm Remco Evenepoel (Soudal Quick-Step) mit seinem Etappensieg in Andorra die Gesamtführung. Auf der 6. Etappe ging Sepp Kuss in die Ausreißergruppe und gewann die Etappe mit einem Vorsprung von etwa drei Minuten auf die besten Gesamtklassement-Fahrer. Zwei Tage später übernahm er die Gesamtführung von Lenny Martinez (Groupama-FDJ), der ebenfalls Teil der erfolgreichen Fluchtgruppe gewesen war. Nach dem Einzelzeitfahren der 10. Etappe lag Sepp Kuss immer noch mehr als eine Minute vor dem Vorjahressieger Remco Evenepoel, sowie seinen Teamkollegen Primož Roglič und Jonas Vingegaard.
Nach der 13. Etappe, die auf dem Col du Tourmalet zu Ende ging, belegten die Jumbo-Visma-Fahrer die ersten drei Plätze der Gesamtwertung, während Remco Evenepoel viel Zeit verlor und im Kampf um den Rundfahrt-Sieg keine Rolle mehr spielte. Vor der letzten Woche lag Sepp Kuss eine Minute und 37 Sekunden vor Primož Roglič und sieben weitere Sekunden vor Jonas Vingegaard. Juan Ayuso (UAE Team Emirates) wies als Gesamtvierter bereits einen Rückstand von mehr als zweieinhalb Minuten auf. Nachdem Jonas Vingegaard bei der Bergankunft der 16. Etappe rund eine Minute auf Sepp Kuss aufgeholt hatte, setzten sich die drei Jumbo-Visma-Kapitäne gemeinsam im Anstieg der Alto de Angliru von allen anderen Fahrern ab. Dennoch wurde der Gesamtführende Sepp Kuss von seinen beiden Teamkollegen auf den letzten Kilometern distanziert, sodass sein Vorsprung vor der letzten Bergankunft nur noch acht Sekunden auf Jonas Vingegaard betrug. Bei der Bergankunft der 18. Etappe und der hügligen 20. Etappe stellten sich Jonas Vingegaard und Primož Roglič jedoch in die Dienste jenes Fahrers, der sie bei ihren Grand-Tour-Erfolgen unterstützt hatte. Mit Sepp Kuss gewann die Jumbo-Visma-Mannschaft auch die dritte große Landesrundfahrt des Jahres 2023, nachdem Primož Roglič den Giro d’Italia und Jonas Vingegaard die Tour de France für sich entschieden hatten.

### Etappenübersicht
Das Mannschaftszeitfahren der 1. Etappe gewann das Team DSM-Firmenich, wodurch Lorenzo Milesi überraschend als erster Fahrer ins Rote Trikot schlüpfte. Die niederländische Mannschaft nutzte ihre frühe Startzeit, während die nachfolgenden Teams mit zunehmendem Regen und Dunkelheit kämpften. Platz zwei ging an das Movistar Team mit Enric Mas, das einen Rückstand von nur einer halben Sekunde aufwies. Platz vier ging an die Mannschaft Soudal Quick-Step mit dem Vorjahressieger Remco Evenepoel, mit einem Rückstand von sechs Sekunden, während die Jumbo-Visma-Leader Jonas Vingegaard und Primož Roglič 32 Sekunden verloren.
Aufgrund des Regens wurde die Zeit für das Gesamtklassement auf der 2. Etappe bereits neun Kilometer vor dem Ziel und somit noch vor dem entscheidenden Anstieg des Montjuïc genommen. Zu diesem Zeitpunkt befand sich der Italiener Andrea Piccolo (EF Education-EasyPost) in einer Ausreißergruppe und übernahm so die Gesamtwertung von Lorenzo Milesi, der aufgrund eines Sturzes viel Zeit verlor. Den Etappensieg sicherte sich der Däne Andreas Kron (Lotto Dstny), der sich im Schlussanstieg absetzen konnte.
Auf der 3. Etappe stand die erste Bergankunft in Andorra bei der Skistation von Arinsal auf dem Programm. Im Zielsprint setzte sich der Vorjahressieger Remco Evenepoel (Soudal Quick-Step) vor Jonas Vingegaard (Jumbo-Visma) und Juan Ayuso (UAE Team Emirates) durch. Der Belgier übernahm zudem das Rote Trikot, wobei die Zeitabstände zwischen den Gesamtklassement-Fahrern gering blieben. Auf dem zweiten Gesamtrang lag nun Enric Mas (Movistar), gefolgt von Lenny Martinez (Groupama-FDJ) mit fünf bzw. elf Sekunden Rückstand. Die Jumbo-Visma-Kapitäne Jonas Vingegaard und Primož Roglič lagen nach drei Etappen 31 und 37 Sekunden zurück. Der Verlierer des Tages war Geraint Thomas (Ineos Grenadiers) der 47 Sekunden einbüßte und im Gesamtklassement bereits einen Rückstand von mehr als einer Minute aufwies.
Die 4. Etappe endete in einem Massensprint, in dem sich Kaden Groves (Alpecin-Deceuninck) vor Sebastián Molano (UAE Team Emirates) und Edward Theuns (Lidl-Trek) durchsetzte.
Kaden Groves gewann auch die 5. Etappe und setzte sich im Sprint vor Filippo Ganna (Ineos Grenadiers) und Dries Van Gestel (TotalEnergies) durch. Remco Evenepoel sicherte sich beim Zwischensprint sechs Bonussekunden und baute seinen Vorsprung auf seinen ersten Verfolger auf 11 Sekunden aus.
Auf der 6. Etappe setzte sich nach einer hektischen Anfangsphase eine rund 40 Fahrer umfassende Fluchtgruppe ab, in der auch der Gesamtdritte Lenny Martinez vertreten war. Der Franzose beendete die Etappe hinter Sepp Kuss (Jumbo-Visma) auf dem zweiten Platz und übernahm so das Rote Trikot von Remco Evenepoel, der im Finale rund 30 Sekunden auf Primož Roglič und Jonas Vingegaard verlor. In der Gesamtwertung lag Lenny Martinez nun acht Sekunden vor Sepp Kuss und 51 Sekunden vor Marc Soler (UAE Team Emirates). Remco Evenepoel rutschte auf den neunten Gesamtrang ab und wies einen Rückstand von zwei Minuten und 47 Sekunden auf. Er lag jedoch weiterhin vor seinen größten Herausforderern. Mit Enric Mas, Juan Ayuso, João Almeida (beide UAE Team Emirates), Cian Uijtdebroeks und Alexander Wlassow (beide Bora-hansgrohe) befanden sich zudem weitere Gesamtklassement-Fahrer in unmittelbarer Schlagdistanz.
Die 7. Etappe endete erneut in einem Massensprint, den Geoffrey Soupe (TotalEnergies) vor Orluis Aular (Caja Rural-Seguros RGA) und Edward Theuns gewann.
Die 8. Etappe endete im Sprint aus einer kleinen Gruppe, in der sich Primož Roglič vor Remco Evenepoel und Juan Ayuso durchsetzte. Mit einem minimalen Abstand von zwei Sekunden folgten Enric Mas, Jonas Vingegaard, João Almeida, Marc Soler und Sepp Kuss, der das Rote Trikot von Lenny Martinez übernahm, der im Schlussanstieg des Xorret de Catí zurückgefallen war. Hinter Sepp Kuss liegt nun Marc Soler mit 43 Sekunden Rückstand auf dem zweiten Gesamtrang. Remco Evenepoel rückte auf den sechsten Gesamtrang vor und liegt weiterhin knapp vor seinen engsten Rivalen. Das Bora-hansgrohe-Duo Alexander Wlassow und Cian Uijtdebroeks verlor rund eineinhalb bzw. eine Minute.
Auf der 9. Etappe wurde die Zeit für das Gesamtklassement wegen der schlechten Wetterbedingungen rund zwei Kilometer vor dem Ziel genommen. Den Etappensieg sicherte sich Lennard Kämna (Bora-hansgrohe) aus der Ausreißergruppe, der sich vor Matteo Sobrero (Jayco AlUla) und Chris Hamilton (DSM-Firmenich) durchsetze. Dahinter wurden Primož Roglič, Jonas Vingegaard, Remco Evenepoel, Enric Mas und Juan Ayuso mit derselben Zeit gewertet. Alexander Wlassow und João Almeida setzten sich im Schlussanstieg von den anderen Favoriten ab und holten in der Gesamtwertung fünf Sekunden auf. Sepp Kuss verteidigte das Rote Trikot, büßte jedoch neun Sekunden auf die Favoritengruppe ein.

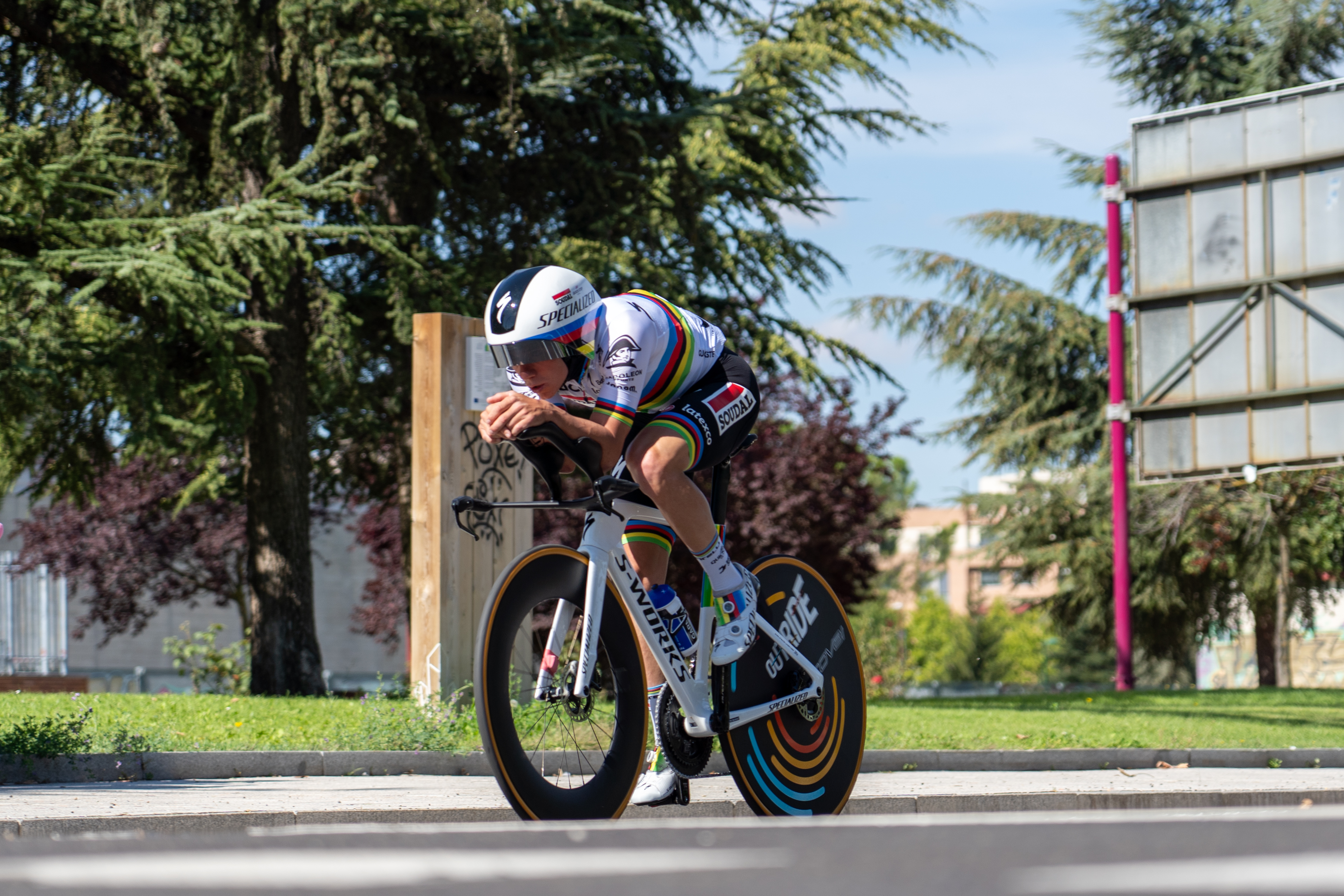
Der Zeitfahrweltmeister Remco Evenepoel fährt die beste Zeit der Gesamtklassement-Fahrer auf der 10. Etappe

Das Einzelzeitfahren der 10. Etappe gewann Filippo Ganna mit 16 Sekunden Vorsprung vor dem Weltmeister Remco Evenepoel. Primož Roglič wies als Dritter einen Rückstand von 36 Sekunden auf, während sein Teamkollege Jonas Vingegaard als Zehnter eine Minute und 18 Sekunden verlor. Das UAE Team Emirates-Trio landete in den Top 10 mit Rückständen von rund einer Minute. Der Verlierer des Tages war Enric Mas, der eine Minute und 47 Sekunden einbüßte. Sepp Kuss verteidigte als 13. seine Gesamtführung und lag nun 26 Sekunden vor Marc Soler. Remco Evenepoel rückte mit einer Minute und neun Sekunden Rückstand auf den dritten Gesamtrang vor, gefolgt von Primož Roglič, der weitere 27 Sekunden zurücklag. Hinter dem gesamtfünften Lenny Martinez folgten João Almeida, Jonas Vingegaard, Juan Ayuso und Enric Mas die bereits einen Rückstand von über zwei Minuten auf Sepp Kuss aufwiesen.
Die 11. Etappe, die mit einer Bergankunft bei der Laguna Negra zu Ende ging, gewann Jesús Herrada (Cofidis) aus der Fluchtgruppe vor Romain Grégoire (Groupama-FDJ) und Andreas Kron. In der Gesamtwertung kam es zu keinen nennenswerten Veränderungen.
Auf der 12. Etappe setzte sich Sebastián Molano im Massensprint vor Kaden Groves und Boy van Poppel (Intermarché-Circus-Wanty) durch. Beim Zwischensprint sicherte sich Primož Roglič vier Bonussekunden.

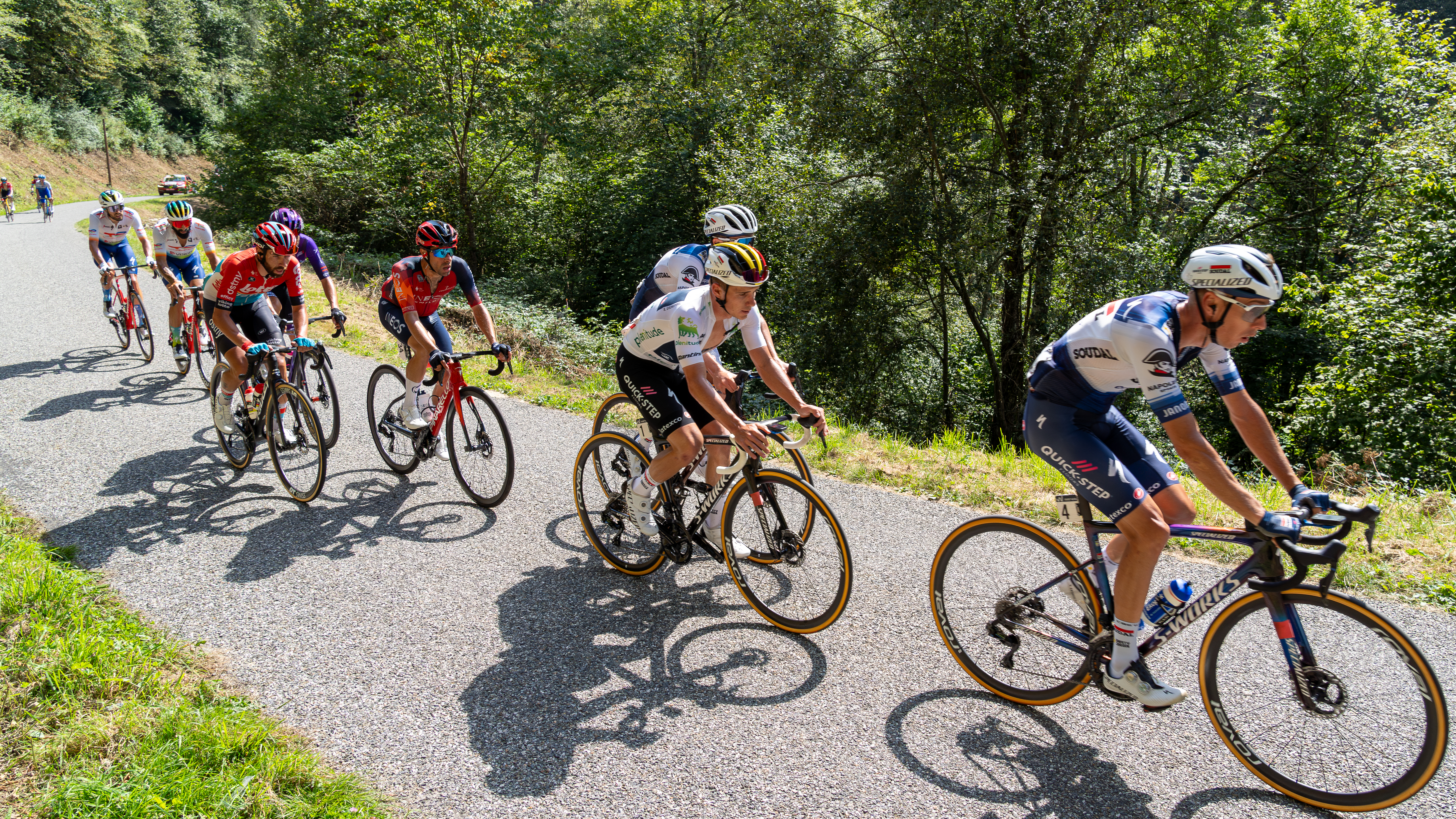
Der Vorjahressieger Remco Evenepoel fällt auf der 13. Etappe früh zurück und verliert viel Zeit im Gesamtklassement

Die 13. Etappe führte die Fahrer in die Pyrenäen. Bereits am ersten längeren Anstieg, dem Col d’Aubisque, verloren mit Remco Evenepoel und João Almeida zwei Favoriten den Anschluss zum ausgedünnten Hauptfeld und verloren im weiteren Rennverlauf mehrere Minuten. An der Spitze des Rennens bestimmte das Team Jumbo-Visma das Tempo, ehe Jonas Vingegaard rund acht Kilometer vor dem Ziel im Schlussanstieg des Col du Tourmalet angriff und die Etappe als Solist gewann. Hinter dem Dänen folgten seine Teamkollegen Sepp Kuss und Primož Roglič mit 30 bzw. 33 Sekunden Rückstand. Danach erreichten Juan Ayuso, Cian Uijtdebroeks und Enric Mas mit rund 40 Sekunden Rückstand das Ziel. In der Gesamtwertung verteidigte Sepp Kuss das Rote Trikot und lag nun 1:37 vor Primož Roglič und 1:44 vor Jonas Vingegaard. Der Gesamtvierte Juan Ayuso lag bereits rund zweieinhalb Minuten zurück.
Einen Tag nachdem Remco Evenepoel im Gesamtklassement weit zurückgefallen war, gewann er die 14. Etappe; er hatte sich rund 90 Kilometer vor dem Ziel gemeinsam mit Romain Bardet (DSM-Firmenich) von der Ausreißergruppe abgesetzt und auf den letzten vier Kilometern auch den Franzosen distanziert. In der Gesamtwertung brachte die zweite Pyrenäen-Etappe keine nennenswerten Veränderungen.
Auf der 15. Etappe setzte sich Rui Costa (Intermarché-Circus-Wanty) im Sprint der Ausreißergruppe vor Lennard Kämna und Santiago Buitrago (Bahrain Victorious) durch.
Die Bergankunft der 16. Etappe gewann erneut Jonas Vingegaard. Der Däne griff im Schlussanstieg von Bejes rund vier Kilometer vor dem Ziel an und siegte mit einem Vorsprung von 43 Sekunden vor Finn Fisher-Black (UAE Team Emirates). Hinter Wout Poels (Bahrain Victorious) und Michael Storer (Groupama-FDJ) folgten Juan Ayuso, Enric Mas, Alexander Wlassow und Primož Roglič mit einem Rückstand von einer Minute und einer Sekunde, ehe Sepp Kuss das Ziel als Zehnter, vier Sekunden darauf erreichte. Der US-Amerikaner verteidigte zwar das Rote Trikot, lag nun jedoch nur noch 29 Sekunden vor Jonas Vingegaard. Primož Roglič wies als Gesamtdritter einen Rückstand von einer Minute und 33 Sekunden auf.
Die 17. Etappe endete mit der berüchtigten Auffahrt auf die Alto de Angliru. In den mehr als 20 % steilen Rampen erwiesen sich die Jumbo-Visma-Fahrer erneut als stärkste Kraft, wobei der Gesamtführende Sepp Kuss seinen Teamkollegen rund drei Kilometer vor dem Ziel nicht mehr folgen konnte. Primož Roglič gewann die Etappe zeitgleich vor Jonas Vingegaard, ehe Sepp Kuss das Ziel als Dritter mit 19 Sekunden Rückstand erreichte. Er verteidigte das Rote Trikot, lag nun jedoch nur noch acht Sekunden vor Jonas Vingegaard. Hinter Primož Roglič wies Juan Ayuso als Gesamtvierter bereits einen Rückstand von vier Minuten auf.
Die letzte Bergankunft der 18. Etappe gewann erneut Remco Evenepoel, der sich rund 30 Kilometer vor dem Ziel von der Ausreißergruppe absetzte und das Ziel als Solist mit mehr als drei Minuten Vorsprung erreichte. Im Hauptfeld stellten sich Jonas Vingegaard und Primož Roglič erstmals in die Dienste von Sepp Kuss, der das Rote Trikot verteidigte. Juan Ayuso führte die Gruppe um den Gesamtführenden ins Ziel, in der auch Primož Roglič und Enric Mas vertreten waren. Jonas Vingegaard trat im Zielsprint nicht an und erreichte das Ziel hinter Mikel Landa mit neun Sekunden Rückstand. In der Gesamtwertung liegt er nun 17 Sekunden hinter Sepp Kuss.
Die 19. Etappe endete mit einem Massensprint, den Alberto Dainese (DSM-Firmenich) vor Filippo Ganna und Marijn van den Berg (EF Education-EasyPost) gewann.
Auf der hügeligen 20. Etappe im Umland von Madrid kam es zu keinen nennenswerten Veränderungen im Gesamtklassement. Wout Poels setzte sich in der Ausreißergruppe im Sprint vor Remco Evenepoel und Pelayo Sánchez (Burgos-BH). Sepp Kuss erreichte das Ziel gemeinsam mit den anderen Gesamtklassement-Fahrern.
Die abschließende 21. Etappe gewann erneut Kaden Groves im Sprint, wobei er diesmal Teil einer sechs-köpfigen Fluchtgruppe war. Sepp Kuss erreichte das Ziel im Hauptfeld und gewann die Vuelta a España vor seinen Teamkollegen Jonas Vingegaard und Primož Roglič.

## Reglement und Preisgeld
Das Rennen wurde nach dem Reglement der Union Cycliste Internationale (UCI) für Etappenrennen ausgetragen. Der Veranstalter ASO legte im Einklang hiermit ein Sonderreglement fest, aus dem sich die Höhe der Preisgelder und die Kriterien für die Vergabe der Sonderwertungen ergaben. Die Gesamtwertung und die Mannschaftswertung ergaben sich aus dem Reglement der UCI.

### Etappenkoeffizienten und Karenzzeit
Der Veranstalter wies den Etappen sechs Koeffizienten zu. Diese wirken sich auf die Karenzzeit und die Punktewertung aus. Der Etappenkoeffizient gibt Aussage über die Schwierigkeit einer Etappe, wobei der Koeffizient 1 für Etappen ohne besondere Schwierigkeit bestimmt ist und der Koeffizient 5 bei schweren Bergetappen zum Einsatz kommt. Zeitfahren wurde der Koeffizient 6 zugeteilt.
| Koeffizient | Beschreibung                                 | Etappen            |
| ----------- | -------------------------------------------- | ------------------ |
| 1           | Etappen ohne besondere Schwierigkeit         | 4, 7, 19, 21       |
| 2           | Etappen mit durchschnittlicher Schwierigkeit | 2, 5, 9            |
| 3           | schwere Etappen                              | 12, 15, 16         |
| 4           | spezielle Bergetappen                        | 3, 6, 8, 11        |
| 5           | schweren Bergetappen                         | 13, 14, 17, 18, 20 |
| 6           | Einzelzeitfahren                             | 1, 10              |

Auf Basis der sechs Koeffizienten, werden folgende Karenzzeiten berechnet:
- Koeffizient 1: Karenzzeit zwischen 7 % bei einer Siegergeschwindigkeit unter 34 km/h und 15 % bei einer Siegergeschwindigkeit über 48 km/h,
- Koeffizient 2: Karenzzeit zwischen 6 % bei einer Siegergeschwindigkeit unter 34 km/h und 19 % bei einer Siegergeschwindigkeit über 46 km/h,
- Koeffizient 3: Karenzzeit zwischen 6 % bei einer Siegergeschwindigkeit unter 32 km/h und 18 % bei einer Siegergeschwindigkeit über 42 km/h,
- Koeffizient 4: Karenzzeit zwischen 6 % bei einer Siegergeschwindigkeit unter 30 km/h und 18 % bei einer Siegergeschwindigkeit über 40 km/h,
- Koeffizient 5: Karenzzeit zwischen 10 % bei einer Siegergeschwindigkeit unter 30 km/h und 22 % bei einer Siegergeschwindigkeit über 40 km/h,
- Koeffizient 6: Karenzzeit von 35 % der Zeit des Siegers.

Die Jury kann in Ausnahmefällen Fahrer im Rennen belassen, welche die Karenzzeit überschritten haben. Diese Fahrer verlieren jedoch alle in der Punkte- und Bergwertung errungenen Punkte.
Die Etappenkoeffizienten sind auch bedeutend für die Anzahl der bei Etappenankünften vergebenen Punkte in der Punktewertung.

### Gesamtwertung
Der Führende der Gesamtwertung trägt das Rote Trikot (Maillot Rojo). Die Gesamtwertung ergibt sich wie stets bei internationalen Etappenrennen aus der Addition der gefahrenen Zeiten. Zusätzlich gibt es bei den Etappenzielen – außer den Zeitfahretappen – 10, 6 und 4 Sekunden Zeitbonifikation. Zudem werden einmal pro Etappe Zeitbonifikationen bei Zwischensprints oder Bergwertungen vergeben. Diese bringen 6, 4 und 2 Sekunden. Im Einzelzeitfahren der 10. Etappe, wird die Zeit auf Hundertstel genau genommen um die Gesamtwertung bei Gleichstand entscheiden zu können.
Sollte ein Fahrer aufgrund von „nicht-physischen Gründen“ (Platten, technischer Defekt, Sturz etc.) auf den letzten drei Kilometern abgehängt werden, wird ihm die Zeit der Gruppe zugeschrieben, in der er sich zuletzt befand. Die 3-Kilometer-Regel ist auf den Etappen 3, 6, 8, 9, 11, 13, 14, 16, 17 und 18 aufgehoben.

### Punktewertung
Der Führende der Punktewertung trägt das Grüne Trikot (Malliot Verde). Die Punkte für diese Wertung werden bei Etappenzielen entsprechend der Schwierigkeit und Art der Etappe (→Koeffizient) und Zwischensprints wie folgt vergeben:
| Platzierung                                                                | 1. | 2. | 3. | 4. | 5. | 6. | 7. | 8. | 9. | 10. | 11. | 12. | 13. | 14. | 15. |
| -------------------------------------------------------------------------- | -- | -- | -- | -- | -- | -- | -- | -- | -- | --- | --- | --- | --- | --- | --- |
| 4., 7., 19. und 21. Etappe (Koeffizient 1)                                 | 50 | 30 | 20 | 18 | 16 | 14 | 12 | 10 | 8  | 7   | 6   | 5   | 4   | 3   | 2   |
| 2., 5., 9., 12., 15. und 16. Etappe (Koeffizienten 2 und 3)                | 30 | 25 | 22 | 19 | 17 | 15 | 13 | 11 | 9  | 7   | 6   | 5   | 4   | 3   | 2   |
| 3., 6., 8., 11., 13., 14., 17., 18. und 20. Etappe (Koeffizienten 4 und 5) | 20 | 17 | 15 | 13 | 11 | 10 | 9  | 8  | 7  | 6   | 5   | 4   | 3   | 2   | 1   |
| 10. Etappe (Koeffizienten 6)                                               | 20 | 17 | 15 | 13 | 11 | 10 | 9  | 8  | 7  | 6   | 5   | 4   | 3   | 2   | 1   |
| Zwischensprints                                                            | 20 | 17 | 15 | 13 | 10 |    |    |    |    |     |     |     |     |     |     |

### Bergwertung
Der Führende der Bergwertung trägt ein gepunktetes Trikot (weiß mit blauen Punkten). Die Punkte für diese Wertung werden auf den Überfahrten der vom Veranstalter kategorisierten Anstiege wie folgt vergeben:
| Platzierung             | 1. | 2. | 3. | 4. | 5. | 6. |
| ----------------------- | -- | -- | -- | -- | -- | -- |
| Categoría especial (5×) | 15 | 10 | 6  | 4  | 2  | 1  |
| 1. Kategorie (13×)      | 10 | 6  | 4  | 2  | 1  | —  |
| 2. Kategorie (10×)      | 5  | 3  | 1  | —  | —  | —  |
| 3. Kategorie (21×)      | 3  | 2  | 1  | —  | —  | —  |

Cima Alberto Fernández
Der Col du Tourmalet (2115 m) wurde als höchster Punkt der 78. Austragung mit der Cima Alberto Fernández versehen. Obwohl der Anstieg als Bergwertung der Categoría especial gilt, werden hier 20, 15, 10, 6, 4 und 2 Punkte vergeben. Er wird auf der 13. Etappe befahren, wobei der erste Fahrer 1.000 € erhält.

### Nachwuchswertung
Der Führende der Nachwuchswertung trägt das Weiße Trikot (Malliot blanco). Die Nachwuchswertung ist identisch zur Gesamtwertung, aber auf die seit dem 1. Januar 1998 geborenen Fahrer beschränkt.

### Mannschaftswertung
Die Führenden der Mannschaftswertung tragen eine rote Rückennummer. Die Mannschaftswertung berechnet sich aus den Zeiten der drei ersten Fahrer eines Teams auf jeder Etappe.

### Kämpferischster Fahrer
Eine Jury nominiert am Ende jeder Etappe drei Fahrer, aus denen die Zuseher den kämpferischsten Fahrer bestimmen. Der gewählte Fahrer erhält für die nächste Etappe eine goldene Rückennummer. Ausgenommen sind die Zeitfahren und die Schlussetappe. Am Ende der Rundfahrt wählt die Jury den kämpferischsten Fahrer der Rundfahrt (Super Combative Rider).

### Preisgelder
Die Preisgelder belaufen sich auf eine Gesamtsumme von 1.118.205 Euro. Davon werden 606.060 Euro für die Etappenwertungen, 337.285 Euro für das Gesamtklassement, 37.300 Euro für die Mannschaftswertung, 32.100 Euro für die Bergwertung, 18.000 Euro für die Punktewertung, 18.000 Euro für die Nachwuchswertung, 4.000 Euro für die Wertungen um den kämpferischsten Fahrer sowie 65.460 Euro weitere Preise verwendet.
| Platzierung            | 1.        | 2.       | 3.       | 4.       | 5.       | 6.       | 7.       | 8.       | 9.      | 10.–20. | Führung |
| ---------------------- | --------- | -------- | -------- | -------- | -------- | -------- | -------- | -------- | ------- | ------- | ------- |
| Gesamtwertung          | 150.000 € | 57.985 € | 30.000 € | 15.000 € | 12.500 € | 9.000 €  | 9.000 €  | 6.000 €  | 6.000 € | 3.800 € | 500 €   |
| Punktewertung          | 011.000 € | 05.000 € | 02.000 € | —        | —        | —        | —        | —        | —       | —       | 100 €   |
| Bergwertung            | 013.000 € | 06.600 € | 03.500 € | —        | —        | —        | —        | —        | —       | —       | 100 €   |
| Nachwuchswertung       | 011.000 € | 05.000 € | 02.000 € | —        | —        | —        | —        | —        | —       | —       | 70 €    |
| Mannschaftswertung     | 012.500 € | 07.500 € | 05.500 € | 4.300 €  | 03.200 € | 02.200 € | 01.100 € | 01.000 € | —       | —       | —       |
| Kämpferischster Fahrer | 3.000 €   | —        | —        | —        | —        | —        | —        | —        | —       | —       | —       |

| Platzierung                    | 1.       | 2.      | 3.      | 4.      | 5.      | 6.    | 7.    | 8.    | 9.    | 10.–20. | Anmerkung                          |
| ------------------------------ | -------- | ------- | ------- | ------- | ------- | ----- | ----- | ----- | ----- | ------- | ---------------------------------- |
| Etappenwertung                 | 11.000 € | 5.500 € | 2.700 € | 1.500 € | 1.100 € | 900 € | 900 € | 650 € | 650 € | 360 €   | pro Etappe                         |
| Zwischensprints                | 550 €    | 180 €   | 95 €    |         |         |       |       |       |       |         | 19 Zwischensprints                 |
| Cima Alberto Fernández         | 1.000 €  | 520 €   |         |         |         |       |       |       |       |         | 1 Wertung (Col du Tourmalet)       |
| Bergwertung Categoría especial | 920 €    | 615 €   |         |         |         |       |       |       |       |         | 4 Wertungen                        |
| Bergwertung Kat. 1             | 460 €    | 310 €   |         |         |         |       |       |       |       |         | 13 Wertungen                       |
| Bergwertung Kat. 2             | 230 €    | 155 €   |         |         |         |       |       |       |       |         | 10 Wertungen                       |
| Bergwertung Kat. 3             | 115 €    | 80 €    |         |         |         |       |       |       |       |         | 21 Wertungen                       |
| Mannschaft                     | 400 €    | 200 €   | 100 €   |         |         |       |       |       |       |         | schnellste Mannschaften der Etappe |
| Kämpferischster Fahrer         | 200 €    |         |         |         |         |       |       |       |       |         | ausgenommen Zeitfahren             |

### UCI-Punkte
Die Vuelta a España 2023 ist Teil der UCI WorldTour 2023. Während des Rennens werden UCI-Punkte vergeben, die sich auf die Platzierung der Fahrer und Mannschaften im UCI-Ranking auswirken. Die Punktevergabe erfolgt nach folgendem Schlüssel:
| Platzierung    | 1.   | 2.   | 3.  | 4.  | 5.  | 6.  | 7.  | 8.  | 9.  | 10. | Anmerkung                               |
| -------------- | ---- | ---- | --- | --- | --- | --- | --- | --- | --- | --- | --------------------------------------- |
| Gesamtwertung  | 1100 | 885  | 750 | 600 | 495 | 415 | 340 | 285 | 235 | 180 | gestaffelt bis zum 60. Platz (5 Punkte) |
| Punktewertung  | 0180 | 0130 | 095 | —   | —   | —   | —   | —   | —   | —   |                                         |
| Bergwertung    | 0180 | 0130 | 095 | —   | —   | —   | —   | —   | —   | —   |                                         |
| Etappenwertung | 0180 | 0130 | 095 | 080 | 060 | 045 | 040 | 035 | 030 | 025 | gestaffelt bis zum 15. Platz (2 Punkte) |
| Führung        | 0020 | —    | —   | —   | —   | —   | —   | —   | —   | —   | Gesamtführender nach jeder Etappe       |

## Wertungen im Verlauf
| Etappe                         | Etappensieger                  | Gesamtwertung         | Punktewertung         | Bergwertung               | Nachwuchswertung          | Mannschaftswertung          | Kämpferischster Fahrer |
| ------------------------------ | ------------------------------ | --------------------- | --------------------- | ------------------------- | ------------------------- | --------------------------- | ---------------------- |
| 1                              | Team DSM-Firmenich (DSM)       | Lorenzo Milesi (DSM)  | nicht vergeben (2)    | nicht vergeben (3)        | Lorenzo Milesi (DSM) (1)  | Team DSM-Firmenich (DSM)    | nicht vergeben         |
| 2                              | Andreas Kron (LTD)             | Andrea Piccolo (EFE)  | Andreas Kron (LTD)    | Matteo Sobrero (JAY)      | Andrea Piccolo (EFE) (4)  | EF Education-EasyPost (EFE) | Javier Romo (AST)      |
| 3                              | Remco Evenepoel (SOQ)          | Remco Evenepoel (SOQ) | Andrea Vendrame (ACT) | Remco Evenepoel (SOQ) (5) | Remco Evenepoel (SOQ) (6) | Jumbo-Visma (TJV)           | Damiano Caruso (TBV)   |
| 4                              | Kaden Groves (ADC)             | Remco Evenepoel (SOQ) | Kaden Groves (ADC)    | Eduardo Sepúlveda (LTD)   | Remco Evenepoel (SOQ) (6) | Jumbo-Visma (TJV)           | Ander Okamika (BBH)    |
| 5                              | Kaden Groves (ADC)             | Remco Evenepoel (SOQ) | Kaden Groves (ADC)    | Eduardo Sepúlveda (LTD)   | Remco Evenepoel (SOQ) (6) | Jumbo-Visma (TJV)           | Eric Fagúndez (BBH)    |
| 6                              | Sepp Kuss (TJV)                | Lenny Martinez (GFC)  | Kaden Groves (ADC)    | Eduardo Sepúlveda (LTD)   | Lenny Martinez (GFC) (7)  | Bahrain Victorious (TBV)    | Mikel Landa (TBV)      |
| 7                              | Geoffrey Soupe (TEN)           | Lenny Martinez (GFC)  | Kaden Groves (ADC)    | Eduardo Sepúlveda (LTD)   | Lenny Martinez (GFC) (7)  | Bahrain Victorious (TBV)    | Ander Okamika (BBH)    |
| 8                              | Primož Roglič (TJV)            | Sepp Kuss (TJV)       | Kaden Groves (ADC)    | Eduardo Sepúlveda (LTD)   | Lenny Martinez (GFC) (7)  | Jumbo-Visma (TJV)           | Oier Lazkano (MOV)     |
| 9                              | Lennard Kämna (BOH)            | Sepp Kuss (TJV)       | Kaden Groves (ADC)    | Eduardo Sepúlveda (LTD)   | Lenny Martinez (GFC) (7)  | Jumbo-Visma (TJV)           | Jon Barrenetxea (CJR)  |
| 10                             | Filippo Ganna (IGD)            | Sepp Kuss (TJV)       | Kaden Groves (ADC)    | Eduardo Sepúlveda (LTD)   | Remco Evenepoel (SOQ)     | Jumbo-Visma (TJV)           | nicht vergeben         |
| 11                             | Jesús Herrada (COF)            | Sepp Kuss (TJV)       | Kaden Groves (ADC)    | Jesús Herrada (COF)       | Remco Evenepoel (SOQ)     | Jumbo-Visma (TJV)           | José Manuel Díaz (BBH) |
| 12                             | Sebastián Molano (UAD)         | Sepp Kuss (TJV)       | Kaden Groves (ADC)    | Jesús Herrada (COF)       | Remco Evenepoel (SOQ)     | Jumbo-Visma (TJV)           | Jetse Bol (BBH)        |
| 13                             | Jonas Vingegaard (TJV)         | Sepp Kuss (TJV)       | Kaden Groves (ADC)    | Jonas Vingegaard (TJV)    | Juan Ayuso (UAD)          | Jumbo-Visma (TJV)           | Michael Storer (GFC)   |
| 14                             | Remco Evenepoel (SOQ)          | Sepp Kuss (TJV)       | Kaden Groves (ADC)    | Remco Evenepoel (SOQ)     | Juan Ayuso (UAD)          | Jumbo-Visma (TJV)           | Remco Evenepoel (SOQ)  |
| 15                             | Rui Costa (ICW)                | Sepp Kuss (TJV)       | Kaden Groves (ADC)    | Remco Evenepoel (SOQ)     | Juan Ayuso (UAD)          | Jumbo-Visma (TJV)           | Remco Evenepoel (SOQ)  |
| 16                             | Jonas Vingegaard (TJV)         | Sepp Kuss (TJV)       | Kaden Groves (ADC)    | Remco Evenepoel (SOQ)     | Juan Ayuso (UAD)          | Jumbo-Visma (TJV)           | Joel Nicolau (CJR)     |
| 17                             | Primož Roglič (TJV)            | Sepp Kuss (TJV)       | Kaden Groves (ADC)    | Remco Evenepoel (SOQ)     | Juan Ayuso (UAD)          | Jumbo-Visma (TJV)           | Remco Evenepoel (SOQ)  |
| 18                             | Remco Evenepoel (SOQ)          | Sepp Kuss (TJV)       | Kaden Groves (ADC)    | Remco Evenepoel (SOQ)     | Juan Ayuso (UAD)          | Jumbo-Visma (TJV)           | Remco Evenepoel (SOQ)  |
| 19                             | Alberto Dainese (DSM)          | Sepp Kuss (TJV)       | Kaden Groves (ADC)    | Remco Evenepoel (SOQ)     | Juan Ayuso (UAD)          | Jumbo-Visma (TJV)           | Michal Schlegel (CJR)  |
| 20                             | Wout Poels (TBV)               | Sepp Kuss (TJV)       | Kaden Groves (ADC)    | Remco Evenepoel (SOQ)     | Juan Ayuso (UAD)          | Jumbo-Visma (TJV)           | Pelayo Sánchez (BBH)   |
| 21                             | Kaden Groves (ADC)             | Sepp Kuss (TJV)       | Kaden Groves (ADC)    | Remco Evenepoel (SOQ)     | Juan Ayuso (UAD)          | Jumbo-Visma (TJV)           | nicht vergeben         |
| Gesamtsieger der jew. Wertung: | Gesamtsieger der jew. Wertung: | Sepp Kuss (TJV)       | Kaden Groves (ADC)    | Remco Evenepoel (SOQ)     | Juan Ayuso (UAD)          | Jumbo-Visma (TJV)           | Remco Evenepoel (SOQ)  |

## Endergebnisse
| \| Gesamtwertung \| Gesamtwertung \| Gesamtwertung \| Gesamtwertung \| Gesamtwertung \| \| Fahrer \| Fahrer \| Land \| Team \| Zeit \| \| ------------- \| ------------------ \| ------------------ \| ------------------ \| ---------------- \| \| 1. \| Sepp Kuss \| Vereinigte Staaten \| Jumbo-Visma \| 76 h 48 min 21 s \| \| 2. \| Jonas Vingegaard \| Dänemark \| Jumbo-Visma \| + 17 s \| \| 3. \| Primož Roglič \| Slowenien \| Jumbo-Visma \| + 1 min 08 s \| \| 4. \| Juan Ayuso \| Spanien \| UAE Team Emirates \| + 3 min 18 s \| \| 5. \| Mikel Landa \| Spanien \| Bahrain Victorious \| + 3 min 37 s \| \| 6. \| Enric Mas \| Spanien \| Movistar Team \| + 4 min 14 s \| \| 7. \| Alexander Wlassow \| Neutrales Banner \| Bora-Hansgrohe \| + 7 min 53 s \| \| 8. \| Cian Uijtdebroeks \| Belgien \| Bora-Hansgrohe \| + 8 min 00 s \| \| 9. \| João Almeida \| Portugal \| UAE Team Emirates \| + 10 min 08 s \| \| 10. \| Santiago Buitrago \| Kolumbien \| Bahrain Victorious \| + 11 min 38 s \| \| 11. \| Steff Cras \| Belgien \| TotalEnergies \| + 14 min 04 s \| \| 12. \| Remco Evenepoel \| Belgien \| Soudal Quick-Step \| + 16 min 44 s \| \| 13. \| Cristian Rodríguez \| Spanien \| Arkéa-Samsic \| + 22 min 13 s \| \| 14. \| Marc Soler \| Spanien \| UAE Team Emirates \| + 25 min 21 s \| \| 15. \| Wout Poels \| Niederlande \| Bahrain Victorious \| + 31 min 00 s \| \| 16. \| Einer Rubio \| Kolumbien \| Movistar Team \| + 34 min 49 s \| \| 17. \| Juan Pedro López \| Spanien \| Lidl-Trek \| + 35 min 47 s \| \| 18. \| Antonio Tiberi \| Italien \| Bahrain Victorious \| + 50 min 13 s \| \| 19. \| Damiano Caruso \| Italien \| Bahrain Victorious \| + 53 min 47 s \| \| 20. \| Emanuel Buchmann \| Deutschland \| Bora-Hansgrohe \| + 59 min 02 s \| |                    |                    |                    |                  |
| |                    |                    |                    |                  |
| Quelle: ProCyclingStats |                    |                    |                    |                  |
| Gesamtwertung |                    |                    |                    |                  |
| Fahrer | Fahrer             | Land               | Team               | Zeit             |
| 1. | Sepp Kuss          | Vereinigte Staaten | Jumbo-Visma        | 76 h 48 min 21 s |
| 2. | Jonas Vingegaard   | Dänemark           | Jumbo-Visma        | + 17 s           |
| 3. | Primož Roglič      | Slowenien          | Jumbo-Visma        | + 1 min 08 s     |
| 4. | Juan Ayuso         | Spanien            | UAE Team Emirates  | + 3 min 18 s     |
| 5. | Mikel Landa        | Spanien            | Bahrain Victorious | + 3 min 37 s     |
| 6. | Enric Mas          | Spanien            | Movistar Team      | + 4 min 14 s     |
| 7. | Alexander Wlassow  | Neutrales Banner   | Bora-Hansgrohe     | + 7 min 53 s     |
| 8. | Cian Uijtdebroeks  | Belgien            | Bora-Hansgrohe     | + 8 min 00 s     |
| 9. | João Almeida       | Portugal           | UAE Team Emirates  | + 10 min 08 s    |
| 10. | Santiago Buitrago  | Kolumbien          | Bahrain Victorious | + 11 min 38 s    |
| 11. | Steff Cras         | Belgien            | TotalEnergies      | + 14 min 04 s    |
| 12. | Remco Evenepoel    | Belgien            | Soudal Quick-Step  | + 16 min 44 s    |
| 13. | Cristian Rodríguez | Spanien            | Arkéa-Samsic       | + 22 min 13 s    |
| 14. | Marc Soler         | Spanien            | UAE Team Emirates  | + 25 min 21 s    |
| 15. | Wout Poels         | Niederlande        | Bahrain Victorious | + 31 min 00 s    |
| 16. | Einer Rubio        | Kolumbien          | Movistar Team      | + 34 min 49 s    |
| 17. | Juan Pedro López   | Spanien            | Lidl-Trek          | + 35 min 47 s    |
| 18. | Antonio Tiberi     | Italien            | Bahrain Victorious | + 50 min 13 s    |
| 19. | Damiano Caruso     | Italien            | Bahrain Victorious | + 53 min 47 s    |
| 20. | Emanuel Buchmann   | Deutschland        | Bora-Hansgrohe     | + 59 min 02 s    |

| Punktewertung | Punktewertung       | Punktewertung      | Punktewertung         | Punktewertung |
| Fahrer        | Fahrer              | Land               | Team                  | Punkte        |
| ------------- | ------------------- | ------------------ | --------------------- | ------------- |
| 1.            | Kaden Groves        | Australien         | Alpecin-Deceuninck    | 315 P.        |
| 2.            | Remco Evenepoel     | Belgien            | Soudal Quick-Step     | 236 P.        |
| 3.            | Andreas Kron        | Dänemark           | Lotto Dstny           | 167 P.        |
| 4.            | Marc Soler          | Spanien            | UAE Team Emirates     | 133 P.        |
| 5.            | Jonas Vingegaard    | Dänemark           | Jumbo-Visma           | 123 P.        |
| 6.            | Filippo Ganna       | Italien            | Ineos Grenadiers      | 119 P.        |
| 7.            | Primož Roglič       | Slowenien          | Jumbo-Visma           | 117 P.        |
| 8.            | Marijn van den Berg | Niederlande        | EF Education-EasyPost | 117 P.        |
| 9.            | Sepp Kuss           | Vereinigte Staaten | Jumbo-Visma           | 112 P.        |
| 10.           | Juan Ayuso          | Spanien            | UAE Team Emirates     | 105 P.        |

| Bergwertung | Bergwertung       | Bergwertung        | Bergwertung        | Bergwertung |
| Fahrer      | Fahrer            | Land               | Team               | Punkte      |
| ----------- | ----------------- | ------------------ | ------------------ | ----------- |
| 1.          | Remco Evenepoel   | Belgien            | Soudal Quick-Step  | 135 P.      |
| 2.          | Jonas Vingegaard  | Dänemark           | Jumbo-Visma        | 51 P.       |
| 3.          | Michael Storer    | Australien         | Groupama-FDJ       | 39 P.       |
| 4.          | Romain Bardet     | Frankreich         | Team DSM-Firmenich | 35 P.       |
| 5.          | Primož Roglič     | Slowenien          | Jumbo-Visma        | 33 P.       |
| 6.          | Sepp Kuss         | Vereinigte Staaten | Jumbo-Visma        | 33 P.       |
| 7.          | Damiano Caruso    | Italien            | Bahrain Victorious | 30 P.       |
| 8.          | Andreas Kron      | Dänemark           | Lotto Dstny        | 28 P.       |
| 9.          | Eduardo Sepúlveda | Argentinien        | Lotto Dstny        | 23 P.       |
| 10.         | Jesús Herrada     | Spanien            | Cofidis            | 22 P.       |

| Nachwuchswertung | Nachwuchswertung    | Nachwuchswertung | Nachwuchswertung   | Nachwuchswertung  |
| Fahrer           | Fahrer              | Land             | Team               | Zeit              |
| ---------------- | ------------------- | ---------------- | ------------------ | ----------------- |
| 1.               | Juan Ayuso          | Spanien          | UAE Team Emirates  | 76 h 51 min 46 s  |
| 2.               | Cian Uijtdebroeks   | Belgien          | Bora-Hansgrohe     | + 4 min 48 s      |
| 3.               | João Almeida        | Portugal         | UAE Team Emirates  | + 6 min 43 s      |
| 4.               | Santiago Buitrago   | Kolumbien        | Bahrain Victorious | + 8 min 26 s      |
| 5.               | Remco Evenepoel     | Belgien          | Soudal Quick-Step  | + 13 min 19 s     |
| 6.               | Einer Rubio         | Kolumbien        | Movistar Team      | + 31 min 34 s     |
| 7.               | Antonio Tiberi      | Italien          | Bahrain Victorious | + 46 min 48 s     |
| 8.               | Attila Valter       | Ungarn           | Jumbo-Visma        | + 1 h 02 min 17 s |
| 9.               | Lenny Martinez      | Frankreich       | Groupama-FDJ       | + 1 h 18 min 16 s |
| 10.              | Lennert Van Eetvelt | Belgien          | Lotto Dstny        | + 1 h 45 min 27 s |

| Mannschaftswertung | Mannschaftswertung | Mannschaftswertung           | Mannschaftswertung |
| Team               | Team               | Land                         | Zeit               |
| ------------------ | ------------------ | ---------------------------- | ------------------ |
| 1.                 | Jumbo-Visma        | Niederlande                  | 229 h 42 min 26 s  |
| 2.                 | Bahrain Victorious | Bahrain                      | + 21 min 09 s      |
| 3.                 | Bora-Hansgrohe     | Deutschland                  | + 33 min 07 s      |
| 4.                 | UAE Team Emirates  | Vereinigte Arabische Emirate | + 33 min 53 s      |
| 5.                 | Movistar Team      | Spanien                      | + 2 h 17 min 33 s  |
| 6.                 | Soudal Quick-Step  | Belgien                      | + 3 h 18 min 40 s  |
| 7.                 | TotalEnergies      | Frankreich                   | + 3 h 25 min 29 s  |
| 8.                 | Groupama-FDJ       | Frankreich                   | + 3 h 42 min 37 s  |
| 9.                 | Lidl-Trek          | Vereinigte Staaten           | + 4 h 00 min 42 s  |
| 10.                | Arkéa-Samsic       | Frankreich                   | + 4 h 23 min 49 s  |